# Survival of the Dead
Survival of the Dead (zu deutsch: Überleben der Toten) ist ein US-amerikanischer Horrorfilm von George A. Romero aus dem Jahr 2009. Es handelt sich um Romeros sechsten Zombie-Film. Er knüpft inhaltlich locker an Diary of the Dead an.

## Handlung
Eine Gruppe Überlebender rettet sich auf eine vermeintlich sichere Insel. Dort gerät sie allerdings in einen alten Familienzwist, in dem sich die Beteiligten gegenseitig dezimieren oder durch Zombies getötet werden.

## Kritik
„Einmal mehr lotet Regisseur George A. Romero gesellschaftliche Schattenseiten aus, wobei in Anlehnung an den Western das Verhältnis zur Gewalt reflektiert wird. In die Gruppenkonflikte brechen mit grimmigem Humor inszenierte, drastische Gore-Elemente ein. Visuell und in der Figurenzeichnung gelungen, schleppt sich der Film dramaturgisch etwas schwerfällig dahin.“

## Filmreihe
- 1968: Die Nacht der lebenden Toten
- 1978: Zombie
- 1985: Zombie 2
- 2005: Land of the Dead
- 2007: Diary of the Dead
- 2009: Survival of the Dead

## Auszeichnungen
Der Film war 2009 für den Golden Lion bei den internationalen Filmfestspielen von Venedig nominiert.